# Hermandad del Sepulcro (Málaga)
La Hermandad del Sepulcro, cuya denominación oficial es Real Hermandad de Nuestro Padre Jesús del Santo Sepulcro y Nuestra Señora de la Soledad, es la hermandad oficial de Málaga, miembro de la Agrupación de Cofradías y participante de la Semana Santa malagueña.

## Historia

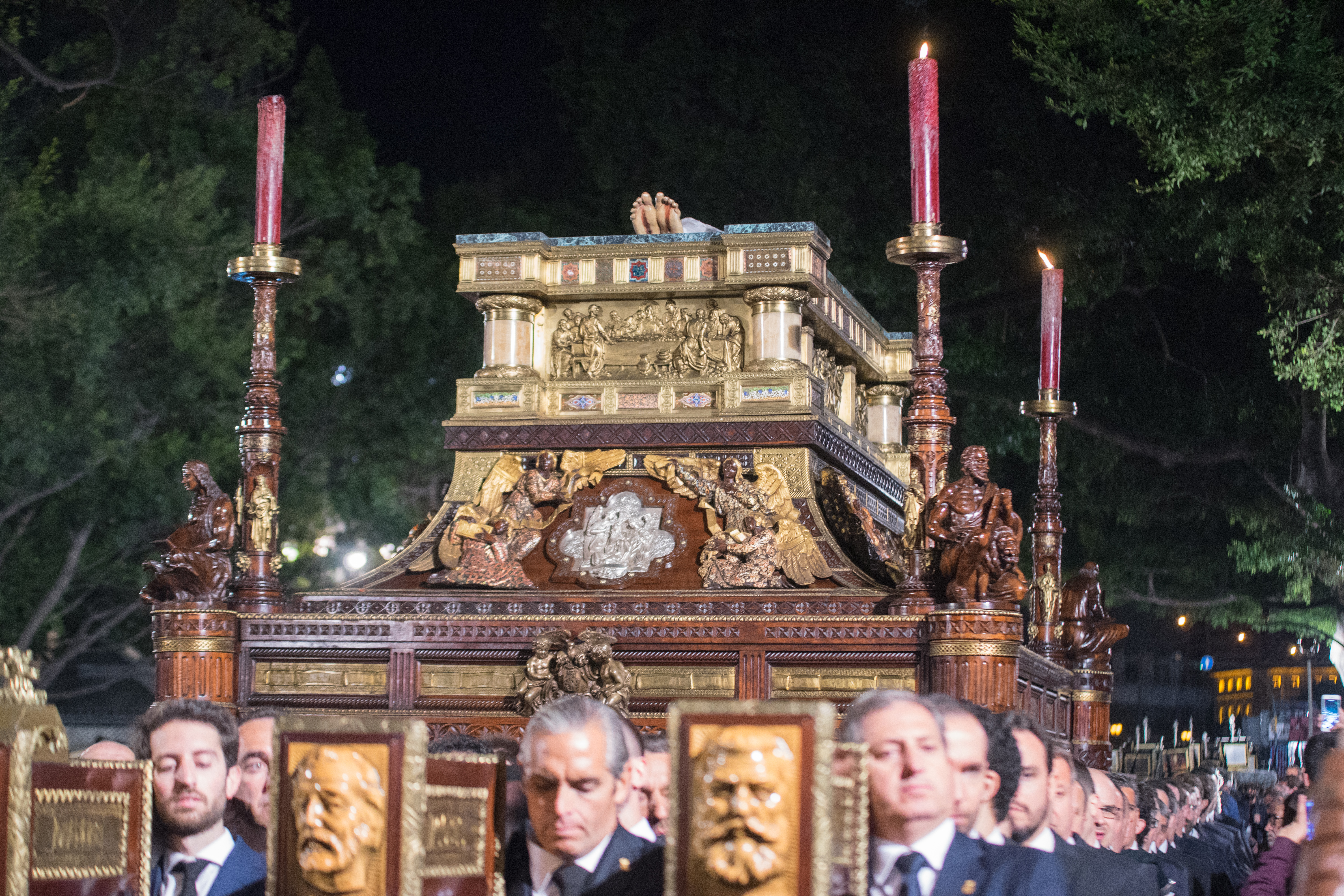
Trono de Jesús del Santo Sepulcro.

Fundada en 1893 en el Real Santuario de Santa María de la Victoria. No es hasta el 21 de octubre de 1894 cuando el Cardenal Spínola aprueba las Reglas de la Hermandad, quedando así constituida. En 1899 se incorpora la advocación de Nuestra Señora de la Soledad, realizando la salida procesional en el mismo, con una imagen del siglo XVIII.
En 1914 un hermano dona a la Hermandad una dolorosa anónima, destruida en 1936. En la Semana Santa de 1938 procesionó la imagen del Santo Sepulcro, junto a la dolorosa de Servitas. Tras la Guerra Civil, la Hermandad va adquiriendo el esplendor de antaño, obteniendo un valioso patrimonio. En 1967 se traslada a la Parroquia de los Santos Mártires, donde queda establecida definitivamente.
En 1996 y tras arduas negociaciones del arquitecto y hermanno de la cofradía D. José María García Jurado, se firma con el ayuntamiento de Málaga la compra de un solar situado en la calle Alcazabillas para la construcción del museo-casa hermandad de la Hermandad. En 1999 y con proyecto del mismo arquitecto se inician las obras que se inauguran el 1 de diciembre de 2002 siendo hermano mayor D.Manuel Merida Nicolich.
El día 25 de enero, del año 2014, la Hermandad se traslada desde la Parroquia de los Santos Mártires a la abadía de Santa Ana del Císter, en la calle Císter, pasando a ser esta su nueva sede canónica.
Es la hermandad oficial de la ciudad, yendo en la procesión toda la corporación municipal, y portando el concejal más joven el pendón de la ciudad.

## Titulares e iconografía
En el trono del Señor, obra de Moreno Carbonero, se representa a Jesús en el momento de ser sepultado. La imagen es de Nicolás Prados López. Marcha estrella: "Marcha Fúnebre" de Chopin.
En el trono de la virgen, de ocho varales y palio de malla, la iconografía es de una dolorosa. Es de José Merino Román. Marcha estrella: "Soledad" de Perfecto Artola

## Imágenes
- La imagen del Señor es obra de Nicolás Prados López (1937).
- La imagen de la Virgen es obra de José Merino Román (1932).

## Tronos
- Trono del Cristo diseñado por Moreno Carbonero y ejecutado en maderas nobles y bronces en los talleres Granda en 1926.
- Trono de la Virgen de orfebrería realizado por Seco Velasco en el año 1950. Manto de terciopelo negro bordado por la Adoratrices (1922), palio bordado por Fernández y Enríquez sobre malla.

## Sede Canónica
Abadía del Císter de Santa Ana.
|                                                             |
| Real Santuario de Santa María de la Victoria (1893 - 1967). |

|                                                 |
| Parroquia de los Santos Mártires (1967 - 2014). |

|                                                   |
| Abadía de Santa Ana del Císter (2014 - presente). |

## Marchas dedicadas
Banda de Música:
- Soledad, Perfecto Artola Prats (1989)
- La Soledad del Sepulcro, Francisco Javier Moreno Ramos (1996)
- Sanctum Sepulcrum, Rafael Huertas Soria (1995)
- Santo Sepulcro, Antonio José Gutiérrez Martínez (1999)
- Soledad del Santo Sepulcro, Antonio José Gutiérrez Martínez (2001)
- Soledad Cisterciense, Miguel Ángel Muñoz Béjar (2016)
- Soledad (el amor por el amor), Manuel Marvizón Carvallo (2022)

Cornetas y Tambores:
- Santo Sepulcro, Francisco José Segovia Pellissó (2009)

Capilla Musical:
- Soledad, Francisco Jesús Flores Matute

## Recorrido Oficial
| Predecesor: La Piedad | Orden de entrada en el Recorrido Oficial (Viernes Santo) 7.º lugar | Sucesor: Servitas |